# Проселничи (Јаши)
Проселничи (рум. Proselnici) насеље је у Румунији у округу Јаши у општини Мирослава. Oпштина се налази на надморској висини од 82 m.

## Становништво
Према подацима из 2002. године у насељу је живело 503 становника, од којих су сви румунске националности.